# Pristimantis pulvinatus
Pristimantis pulvinatus är en groddjursart som först beskrevs av Juan A. Rivero 1968.  Pristimantis pulvinatus ingår i släktet Pristimantis och familjen Strabomantidae. IUCN kategoriserar arten globalt som livskraftig. Inga underarter finns listade i Catalogue of Life.